# Dólar das Ilhas Caimã
O dólar das Ilhas Caimã, das Ilhas Caimão ou das Ilhas Cayman, é a moeda oficial das Ilhas Caimã desde 1972. Seu códigos ISO é KYD. É Usualmente é abreviado com "$" ou "CI$", para distingui-lo de outras moedas com denominação dólar. É subdividido em 100 Cêntimos.
O dólar das Ilhas Caimã foi introduzido em 1972 (10 anos após a separação da Colônia da Jamaica), substituindo o dólar jamaicano. A moeda jamaicana e o dólar das Ilhas Caimã permaneceram com curso legal até 1º de agosto de 1972.